# کک‌بی (شتاب‌دهنده)

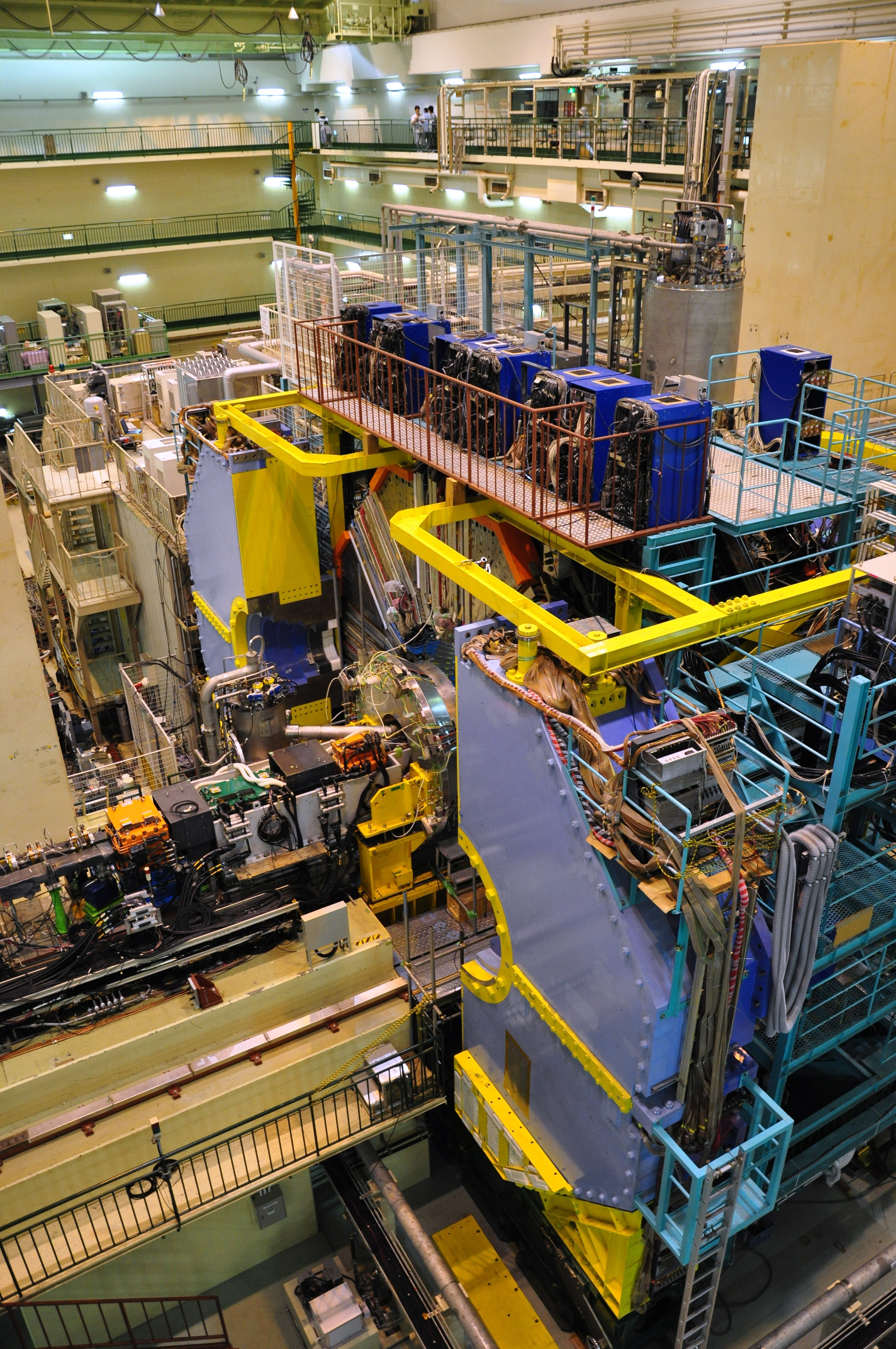
نمایی از آشکارساز (KEKB) در «سازمان تحقیقاتی شتاب‌دهندهٔ انرژی‌بالا = High Energy Accelerator Research Organization»، شهر تسوکوبا، ژاپن - ۲۰۰۹

کک‌بی (به انگلیسی: KEKB) نام یک شتاب‌دهنده ذرات است که در آزمایش بل برای مطالعه نقض سی‌پی به‌کار رفت. به خاطر تولید مزون‌های بی یکسان، یک کارخانه بی به‌شمار می‌رود. مزون‌های بی به دلیل ویژگی واپاشی به مزون‌های سبک‌تر، یک مود طلایی در اندازه‌گیری نقض سی‌پی به‌شمار می‌روند. کک‌بی اساساً یک برخورددهنده الکترون-پوزیترون نامتقارن است، که در آن انرژی الکترون‌ها ۸GeV است و پوزیترون‌ها انرژی برابر با ۳.۵GeV دارند.
دو حلقه مجزا برای الکترون‌ها و پوزیترون‌ها وجود دارد. حلقه الکترون‌ها که ۸GeV انرژی دارد، حلقه پرانرژی (HER) نامیده می‌شود و حلقه پوزیترون‌ها ۳.۵GeV انرژی دارد و حلقه کم‌انرژی (LER) نامیده می‌شود. HER و LER در کنار هم در تونلی ساخته‌شده‌اند که قبلاً برای شتاب‌دهنده قدیمی‌تر «تریستان (به انگلیسی: TRISTAN)» حفر شده‌بود. (تریستان نخستین مکانی بود که قطبش خلاء را در اطراف یک الکترون تأیید نمود.)
شتاب‌دهنده کک‌بی در سازمان پژوهش‌های شتاب‌دهنده پرانرژی (KEK) در شهر تسوکوبا در استان ایباراکی ژاپن قرارگرفته‌است.
از آنجا که انرژی الکترون و پوزیترون نامتقارن است، جفت مزون‌های بی، با یک تقویت لورنتزی ۰.۴۲۵ به وجود می‌آیند که اجازه اندازه‌گیری زمان‌های واپاشی مزون‌های بی از طریق فاصله تا نقطه برخورد را می‌دهد.